# 何靜江

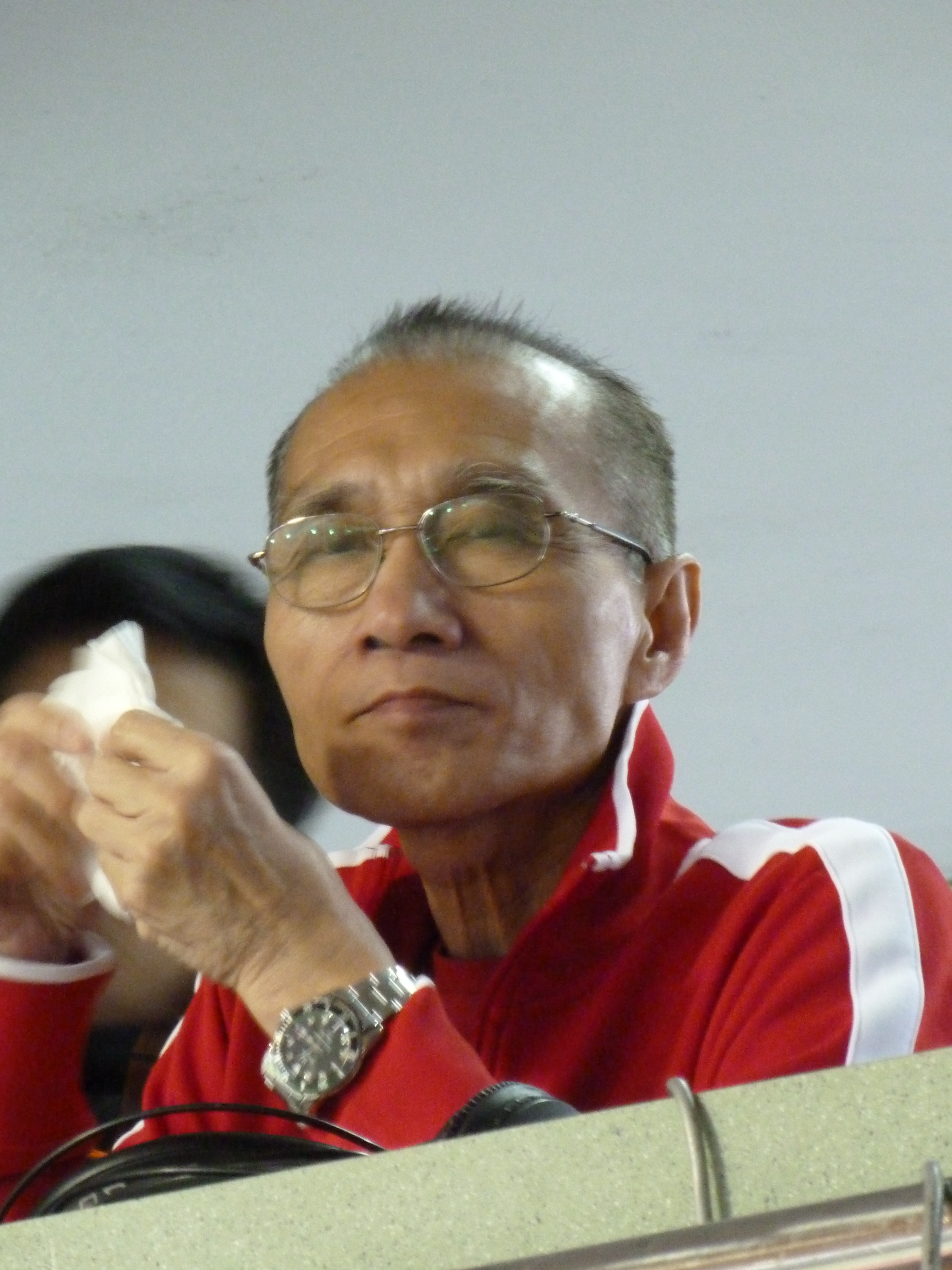
何靜江

何靜江（1944年4月23日—），香港足球評述員，外號何老靜，他曾在香港有線電視及香港電台工作。
何靜江是香港現時僅存1970年代足球評述員，尤其擅長講述香港本地足球賽事。何靜江的評述甚具個人風格，每當球賽出現高潮，總會不能冷靜，並激情地評述賽事，讓有聲無畫的電台轉播帶出同樣的刺激興奮。

## 生平
何靜江出身於粵劇世家，父親何功立與長兄皆活躍粵劇幕前幕後。大哥何柏江（何柏光）為粵劇、電影、電視特約演員。九哥何鑑江早就是香港電台的著名足球評述員。 何靜江亦於1974年加入香港電台，兼職協助製作粵曲節目及足球評述，其後轉當全職。林尚義轉職商台後，何靜江與何鑑江成為港台足評最佳拍擋，何靜江開始走紅, 並不時為電視台評述足球。
隨著1990年代末香港足球事業低沉，電台相繼減少轉播本地足球。何靜江也跟隨潮流加入電視足球頻度繼續足球評述。2002年何靜江離開有線電視，只餘下「部頭形式」為香港電台與亞洲電視服務。
2004年4月，何靜江自行申請破產，沒有聘請律師代表出庭，而聆訊前一晚他仍為亞洲電視評述歐洲冠軍聯賽賽事。

## 曾評述之經典賽事
香港電台
- 1976年亞洲杯外圍賽香港對北韓 (1975年6月24日)
- 1986年世界杯外圍賽中國對香港 (1985年5月19日)
- 1996-97香港甲組足球聯賽，愉園 3:2 南華 （页面存档备份，存于） (1996年12月)[3]
- 香港聯賽選手隊對皇家馬德里 (2003年8月8日)
- 2005年賀歲盃 香港 對 巴西 (2005年2月9日)
- 2009年東亞運動會足球決賽 香港 對 日本(2009年12月12日)

## 曾參與之節目 (評述／主持)
無綫電視
- 球迷世界 (1982-84)

亞洲電視
- 勁運縱橫 (1980年代後期)
- 香港足球雜誌 (1986-87)

香港電台
- 活力五線譜 (1984-91)
- 體壇動靜430 (現已併入『港台體壇123』)

## 現時之主要工作
逢周一至周五下午三時至四時半於香港電台節目《港台體壇123》體壇動靜環節內報導最新體育消息。
逢周六下午六時二十分至七時主持香港電台節目《波樂無窮》，每集邀請足球會領導層或球員作嘉賓講述該隊近況，並設有電話熱線供球迷與嘉賓討論當日話題。
何靜江亦擔任花花足球會記者，負責報導球隊操練和比賽情況及訪問職球員。
2023年12月30日，何靜江有份主持《波樂無窮》播出最後一集。

## 對足球評述界的意見
縱橫足球評述界多年，何靜江對於這行的前景，他帶著滄桑的聲線以「暗淡」二字來形容，他說：「現在的資訊發達，一般的球迷很容易得到有關賽事的資料，不用再由評述員引述。」
再者，足球已經與賭博掛鉤，他慨嘆「真正懂得看足球的人愈來愈少，他們只是根據數據去投注，沒有技術分野以及漠視體育精神。」「賭波我是很早已經贊成，因為香港的足運已經大不如前，希望藉著賭波重新振興本地球市。」可惜事與願違，政府接納廉政公署之建議，不把本地足球賽事納入合法賭波範圍，故未令球市再現生機。回想昔日的旺角球場，每逢周末定必座無虛席，然而如今卻門庭冷落。